# Allagash (Maine)
Allagash es un pueblo ubicado en el condado de Aroostook en el estado estadounidense de Maine. En el Censo de 2010 tenía una población de 239 habitantes y una densidad poblacional de 0,7 personas por km².

## Geografía
Allagash se encuentra ubicado en las coordenadas 47°5′39″N 69°6′11″O / 47.09417, -69.10306. Según la Oficina del Censo de los Estados Unidos, Allagash tiene una superficie total de 340.38 km², de la cual 333.1 km² corresponden a tierra firme y (2.14%) 7.27 km² es agua.

## Demografía
Según el censo de 2010, había 239 personas residiendo en Allagash. La densidad de población era de 0,7 hab./km². De los 239 habitantes, Allagash estaba compuesto por el 97.49% blancos, el 0.42% eran afroamericanos, el 0% eran amerindios, el 0% eran asiáticos, el 0% eran isleños del Pacífico, el 0% eran de otras razas y el 2.09% pertenecían a dos o más razas. Del total de la población el 0.84% eran hispanos o latinos de cualquier raza.